# يحيى خليل
يحيى خليل (1943) ملحن وعازف وموسيقار مصري، يشتهر بموسيقى الجاز وبخاصة آلة الدرامز، ويعد هو رائد موسيقى الجاز في مصر والعالم العربي، بدأ مسيرته عام 1966 عندما سافر للدراسة في الولايات المتحدة، وساهم في إنشاء فرقة رباعى القاهرة لموسيقى الجاز 1957 وقام بتأسيس أول فرقة له عام 1979.
شارك في تقديم العديد من البرامج التلفزيونية منها (عالم الجاز) وتقديم موسيقى برنامج (حكاوي القهاوي)، كما شارك في أعمال فنية وسينمائية، شارك مع العديد من المطربين المشهورين منهم محمد منير، وقام بتقديم العديد من الحفلات حول العالم، وتم تكريمه عدة مرات.

## نشأته
ولد في القاهرة عام 1943، وكان في الرابعة من عمره يعزف على كل ما يصادفه ويقع تحت يديه من مقاعد وطاولات وأدوات مطبخ، ويصنع من طرقه عليها موسيقى جميل، وعندما بلغ الرابعة عشرة من عمره كوًّن يحيى خليل أول فرقة لعزف موسيقى الجاز في تاريخ مصر، وأطلق عليها اسم «كايرو جاز كوارتيت»، أي رباعى القاهرة لموسيقى الجاز، وهي الفرقة التي أعتبر العديد من الذين عاصروا نشأتها، أنها كانت الفرقة الملهمة لكل الفرق الموسيقية التي كانت وما زالت تعمل وتعزف حالياً في مصر.
في عام 1966 وكان يحيى في العشرين من عمره وبعد أن حقق نجاح وشهرة وقتها قرر أن يسافر للدراسة في أمريكا، لكى يلتقى في رحلته إلى هناك، بهؤلاء الفنانين والموسيقيين الأمريكيين الكبار العمالقة، ويتعلم منهم، ويعزف معهم، هؤلاء الفنانين الذين كان يحيى خليل يواظب على سماعهم في مصر من خلال برنامج "نادى الجاز" في محطة "صوت أمريكا.

## مسيرته الفنية
بعد أن سافر يحيى بالفعل إلى أمريكا لعب في مختلف نوادي الجاز الصغيرة، وبعد عام انتقل إلى شيكاغو. حيث سمع هناك موسيقيي البلوز مع مايلز ديفيس وإلفين جونز وغابور زابو وويس مونتغمري، وأصبح عضوا في الفرقة والتي تمكنت من تقديم أعمالها في أتلانتا، وبعد تفكك الفرقة عاد خليل إلى شيكاغو، حيث درس الموسيقى لمدة عامين، حيث التحق يحيى بمعهد «روى ناب» للجاز لمدة خمس سنوات تتلمذ فيها على ايدى عازف الات البركشن الأسطورى«روى ناب»، الذي كان معلماً وملهماً للعديد من أشهر عازفي الجاز وبعد التدريب قرر القيام بجولة كعازف جاز من قبل الولايات المتحدة وقابل مع أساطير الجاز مثل ديزي غيليسبي، ديوك إلينغتون وهيربي هانكوك.
في العام 1979 عاد يحيى خليل إلى أرض وطنه وكون فرقته الموسيقية الجديدة، تلك الفرقة التي قال عنها بعض النقاد الموسيقيين انها كانت تمثل آنذاك «أفضل خليط» من المواهب الموسيقية التي تجتمع معاً لأول مرة في عمل مشترك، وكان منها: عمر خورشيد وعزت أبو عوف وغيرهم.
وتألق بعزفه في صحبة مشاهير موسيقى الجاز من أمثال«أوليفر جونز» و «ديف يونج» و«فان فريمان» و «جيمس مودى» و«ديزى جليسبى»، وكان يحيى قد شارك في العزف مع جليسبى في الحفل الذي أقيم في افتتاح الأوبرا المصرية الجديدة عام 1989.

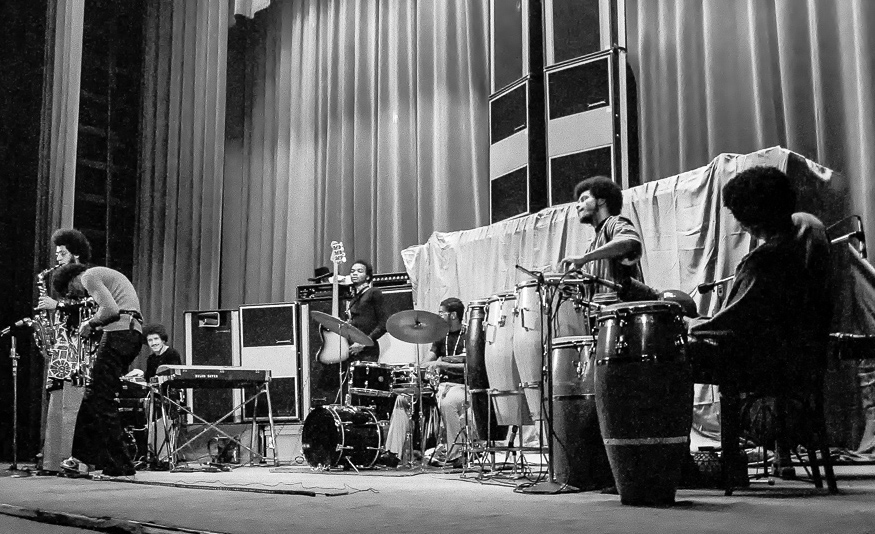
مايلز ديفيس مع كيث جاريت ومايكل هندرسون أثناء مهرجان في بوردو، نوفمبر 1971

### جولاته الفنية
طاف يحيى أنحاء أمريكا، وعزف مع العديد من فرق الجاز والصول والكانترى والروك والبلوز مثل "فريندز آند لافرز"الشهيرة "راسبوتين ستاش و" ريتشارد بيرى" و" شيرالز"و " توب صويال" وغيرهم.
عزف يحيى خليل مع فرقته التي تضم عازفين من جميع أنحاء العالم من مصر وروسيا والهند وألمانيا وأمريكا واليونان وإيطاليا وغيرهم، حيث يحرص دوماً على تجديد دم الفرقة بالعناصر الجديدة وينميها ويشجعها، من منطلق أن الجاز لغة عالمية لا تعترف بالجنسيات، عزف في أكثر من عشرين دولة، وأكثر من مائة مدينة، وشارك في أكثر من خمسة ألاف حفل ومهرجان في أنحاء العالم خلال الأربعين سنة الماضية.
فرقته فيوجن المصري في مهرجان الجاز الدولي في كيب تاون 2009 ومهرجان لينز في عام 2013.

## أسلوبه الموسيقي
قام يحيى خليل بتطويع الألات الموسيقية الغربية لعزف الألحان الشرقية، هو الذي جعل جيل من شباب مصر يقبلون على موسيقاه ويعجبون بها ويتزاحمون لحضور حفلاته في دار الأوبرا المصرية في الهواء الطلق في المسرح المكشوف والمسرح الصغير ومسرح الجمهورية وفي قاعة المؤتمرات بالأسكندرية، وأينما حل لاحياء حفل لموسيقى الجاز مع فرقته.
ولم تكن إضافة يحيى تقتصر فقط على دفع الآلات الغربية باتجاه الموسيقى الشرقية أو ضمها إلى التخت الشرقى بل كانت في الأساس هذا الخليط الذي شكله بفنه، وجمع فيه بين موسيقى الجاز والموسيقى العربية، حيث أثبت يحيى أن الألات الموسيقية الغربية غير قادرة على التعبير عن مشاعر وأفكار المصريين.

## برامج تلفزيونية
وله حالياً برنامجه التلفزيونى الموسيقى المسمى «عالم الجاز» الذي يبث على شاشة القناة الثانية في التلفزيون المصرى، وله آخر بالإذاعة على شبكة البرنامج الثقافي بعنوان «عالم الجاز» أيضاً.
أشتهر أيضاً يتقديم موسيقى برنامج حكاوي القهاوي والتي حظيت بإعجاب وشهرة الجمهور في تلك الفترة واصبحت علامة مميزة للبرنامج، صرح يحيى خليل فيما بعد أن هذا المقطع كان جزء من مقطوعة له اسمها «قمر» قبل أن يقدمها للبرنامج ولم يكن يتوقع انها ستحقق كل هذا النجاح.

## تكريمه
تم تكريمه في مهرجان بيت اون BEATON لموسيقى الجاز في إيطاليا عام 2015.
اختارته الجامعة الأمريكية بالقاهرة عام 1998 لأن يكون على غلاف المطبوعة (بوستر) الخاصة بحملتهم التي حملت اسم "اقرأ" لمحو الأمية وتشجيع القراءة، والتي من أجلها سبق وان اختاروا الأديب العظيم الراحل نجيب محفوظ في العام 1996"، والحائز على جائزة نوبل في الأداب، والممثل العالمى عمر الشريف في العام 1997.
بالإضافة إلى ذلك قامت قناة النيل الدولية - بعد أن لاحظت النمو والاهتمام المتزايد بشعبيته وموسيقاه التي تحبها الأجيال الجديدة- بعمل فيلم تسجيلى عنه وعن تأثيراته في فن الموسيقى وتطورها في مصر، وهذا الفيلم بعنوان«رجل الجاز».

## أعمال سينمائية
شارك في عمل الموسيقى التصويرية لعدة أفلام منها: العرافة (1981) بالاشتراك مع أوركسترا القاهرة السيمفوني وفيلم مجرم مع مرتبة الشرف (1998).

## وصلات خارجية
- يحيى خليل على موقع أول ميوزيك (الإنجليزية)